# Seraja Šapšal
Seraja Šapšal nebo Hadži Seraja Chan Šapšal (karaimsky: Хаджи Серая Хан Шапшал; polsky Seraj Szapszał; litevsky Seraja Šapšalas; 1873–1961) byl hachan (učenec, vůdce) neboli představitel krymských a litevských Karaimů, turkolog, filolog a historik.

## Život
Šapšal se narodil v Bachčisaraji na Krymu, tehdy součásti Ruského impéria. Údajně vystudoval Petrohradskou univerzitu, kde získal doktorát z filologie a orientálních jazyků. Panturkičtí přívrženci Seraji Šapšala tvrdí, že Šapšal získal doktorát na univerzitě v Petrohradě, a/nebo doktorát a profesuru na Univerzitě Jana Kazimíra ve Lvově, pro toto tvrzení nicméně neexistuje jediný důkaz, kromě článků samotných přívrženců a citací z těchto článků, a jednoho „potvrzení“ z roku 1939 na nehlavičkovém papíře, podepsaný jakýmsi řádovým pracovníkem univerzity. Do současné doby nebyl na univerzitě ve Lvově nalezen žádný záznam o dizertaci ani o habilitaci Seraji Šapšala.
Neexistuje ani jediný důkaz, že by Seraja Šapšal získal do roku 1955 titul doktor nebo profesor honoris causa. Lze věřit tvrzením, že na univerzitě v Petrohradě úspěšně dokončil magisterské studium. Seraja Šapšal získal titul doktor filozofie až 8. ledna roku 1955; udělila mu ho Komise pro vzdělávání vědeckých pracovníků při Akademii věd Litevské SSR.
Šapšal byl z pověření carské vlády osobním učitelem perského korunního prince Mohammada Alího Šáha a stal se v roce 1907 ministrem perské vlády; s touto funkcí se pojila povinnost poskytovat citlivé a strategické informace carské vládě. Seraja Šapšal byl sice 16. srpna 1911 zvolen trokským hachanem, nabízený úřad ale odmítl přijmout; odůvodnil to nedostatkem zkušeností a nízkým věkem. Zajímavé je, že Seraja Šapšal nikdy nedokončil karaitské náboženské vzdělání (v dětství se přestěhoval do Petrohradu a navštěvoval pouze světské školy), neměl tedy právo užívat titul ribbi (rabín) a neměl právo rituálně porážet zvířata. Seraja Šapšal nebyl moc oblíben mezi náboženský zaměřenými karaimy, kteří ho považovali za černosotněnce a kteří se nedokázali smířit s jeho podílem na krvavém potlačení povstání v Persii (v Persii si vysloužil přezdívku „Krvavý Šapšal“).[zdroj?] Po obsazení Krymu bolševiky byl krátce vězněn, pomocí úplatků se mu ale podařilo uprchnout do Istanbulu. V letech 1919 až 1927 žil v Istanbulu, kde pracoval jako bankovní úředník. V roce 1927 se přestěhoval do Vilna a stal se představitelem Karaimů v Polsku.
Šapšal byl zastáncem falešných teorií o chazarském původu Karaimů a dovedl tyto falešné teorie do extrému; prosazoval přerušení všech kontaktů mezi Karaimy a rabanitskými Židy, „odžidovštění“ karaitské víry.
V roce 1941 se Szapszal setkal s představiteli německých okupačních orgánů a pomáhal jim formulovat nacistickou politiku vůči východoevropským Karaimům. Jako vilniuský hachan se nechvalně proslavil svojí konfrontační politikou s rabanitskými Židy, například se Zeligem Kalmanovičem. Šapšal předal nacistům podrobný seznam členů karaimské komunity z Vilna (Vilniusu) a Troků (Trakai). Tímto zachránil Karaimy před uplatněním noriberských rasových zákonů, avšak také tím umožnil najít a uvěznit rabanitské Židy, kteří se pomocí falešných dokladů snažili mezi Karaimy skrýt (některým se to prý nakonec i tak podařilo).[zdroj?] Není ani úplně přesné mít za to, že Seraja Šapšal spolupracoval s nacisty, on s nimi hlavně vyjednával a dosáhl toho, že Karaité nebyli považováni za Židy a to i když nacisté viděli karaitské modlitebny s židovskou liturgií a hebrejsky psanými knihami. Po válce sjednával karaitské záležitosti stejně tak s bolševiky.
Těsně po druhé světové válce se podruhé oficiálně vzdal titulu a povinností hachana a rozhodl se pro učeneckou dráhu. Zůstal žít v Trakai a později ve Vilniusu, tj. stal se občanem Sovětského svazu; od roku 1947 pracoval jako člen Litevské akademie věd. Věnoval se jazykovědným bádáním a sběru karaimských starožitností. Z jeho iniciativy bylo už před válkou založeno Karaimské muzeum v Trakai (1938), jehož část sbírek v tom městě zůstává dodnes a část byla přemístněna do Litevského národního muzea v hlavním městě.
Zemřel v roce 1961 a byl pohřben na vilniuském karaitském hřbitově.

## Dílo
Šapšal byl spoluautorem karaimsko-rusko-polského slovníku (vydán 1974) a byl autorem mnoha článků o krymských Karaimech. Jeho Historie Karaimů nebyla publikována. Část jeho sbírek a knih je možné zahlédnout v malém muzeu v karaitské modlitebně – kenese v Trakai.